# Stade Rennais Football Club 2025-2026
Questa voce raccoglie le informazioni riguardanti lo Stade Rennais Football Club nelle competizioni ufficiali della stagione 2025-2026.

## Stagione
La stagione 2025-2026 è la centoventiquattresima nella storia del club e la sua sessantanovesima nella massima divisione. Essa vede lo Stade Rennais partecipare alla Ligue 1, per la trentaduesima stagione consecutiva, e alla Coppa di Francia in ambito nazionale.

## Divise e sponsor
| Casa | Trasferta |

## Rosa
Rosa e numerazione aggiornate al 16 agosto 2025. 

In corsivo i calciatori ceduti durante la stagione
| N. |                           | Ruolo | Calciatore        |
| -- | ------------------------- | ----- | ----------------- |
| 3  | Francia (bandiera)        | D     | Lilian Brassier   |
| 4  | Camerun (bandiera)        | D     | Christopher Wooh  |
| 6  | Francia (bandiera)        | C     | Djaoui Cissé      |
| 8  | Costa d'Avorio (bandiera) | A     | Seko Fofana       |
| 9  | Francia (bandiera)        | A     | Arnaud Kalimuendo |
| 10 | Francia (bandiera)        | C     | Ludovic Blas      |
| 11 | Giordania (bandiera)      | A     | Musa Al-Taamari   |
| 15 | Senegal (bandiera)        | D     | Mikayil Faye      |
| 16 | Turchia (bandiera)        | A     | Doğan Alemdar     |
| 17 | Galles (bandiera)         | C     | Jordan James      |
| 18 | Camerun (bandiera)        | D     | Mahamadou Nagida  |
| 21 | Francia (bandiera)        | C     | Valentin Rongier  |
| 23 | Francia (bandiera)        | P     | Gauthier Gallon   |
| 24 | Francia (bandiera)        | D     | Anthony Rouault   |

| N. |                     | Ruolo | Calciatore             |
| -- | ------------------- | ----- | ---------------------- |
| 26 | Francia (bandiera)  | D     | Quentin Merlin         |
| 28 | Belgio (bandiera)   | C     | Ayanda Sishuba         |
| 30 | Francia (bandiera)  | P     | Brice Samba            |
| 32 | Svizzera (bandiera) | A     | Fabian Rieder          |
| 33 | Svizzera (bandiera) | D     | Hans Hateboer          |
| 34 | Marocco (bandiera)  | D     | Ibrahim Salah          |
| 36 | Ghana (bandiera)    | D     | Alidu Seidu            |
| 39 | Francia (bandiera)  | A     | Mohamed Kader Meïté    |
| 45 | Francia (bandiera)  | C     | Mahdi Camara           |
| 48 | Marocco (bandiera)  | D     | Abdelhamid Ait Boudlal |
| 95 | Polonia (bandiera)  | D     | Przemysław Frankowski  |
| 97 | Francia (bandiera)  | D     | Jérémy Jacquet         |
| 99 | Turchia (bandiera)  | A     | Bertuğ Yıldırım        |

## Calciomercato

### Sessione estiva(dal 1º/7 al 31/8)
| Acquisti         | Acquisti               | Acquisti              | Acquisti                   |
| R.               | Nome                   | da                    | Modalità                   |
| ---------------- | ---------------------- | --------------------- | -------------------------- |
| D                | Quentin Merlin         | Olympique Marsiglia   | definitivo (13 milioni €)  |
| D                | Lilian Brassier        | Brest                 | definitivo (12 milioni €)  |
| C                | Mahdi Camara           | Brest                 | definitivo (8 milioni €)   |
| C                | Valentin Rongier       | Olympique Marsiglia   | definitivo (5,5 milioni €) |
| Altre operazioni |                        |                       |                            |
| R.               | Nome                   | da                    | Modalità                   |
| C                | Albert Grønbæk         | Southampton           | fine prestito              |
| D                | Leo Skiri Østigård     | Hoffenheim            | fine prestito              |
| C                | Baptiste Santamaria    | Nizza                 | fine prestito              |
| A                | Fabian Rieder          | Stoccarda             | fine prestito              |
| D                | Warmed Omari           | Olympique Lione       | fine prestito              |
| D                | Arthur Theate          | Eintracht Francoforte | fine prestito              |
| A                | Ibrahim Salah          | Brest                 | fine prestito              |
| A                | Bertuğ Yıldırım        | Getafe                | fine prestito              |
| A                | Alan Do Marcolino      | Orléans               | fine prestito              |
| A                | Rayan Bamba            | Concarneau            | fine prestito              |
| C                | Naouirou Ahamada       | Crystal Palace        | fine prestito              |
| C                | Glen Kamara            | Al-Shabab             | fine prestito              |
| A                | Henrik Meister         | Pisa                  | fine prestito              |
| D                | Mohamed Jaouab         | Amiens                | fine prestito              |
| D                | Abdelhamid Ait Boudlal | Amiens                | fine prestito              |

| Cessioni         | Cessioni              | Cessioni            | Cessioni                    |
| R.               | Nome                  | a                   | Modalità                    |
| ---------------- | --------------------- | ------------------- | --------------------------- |
| A                | Arnaud Kalimuendo     | Nottingham Forest   | definitivo (30 milioni €)   |
| D                | Adrien Truffert       | Bournemouth         | definitivo (13,5 milioni €) |
| D                | Lorenz Assignon       | Stoccarda           | definitivo (12 milioni €)   |
| C                | Azor Matusiwa         | Ipswich Town        | definitivo (11,5 milioni €) |
| A                | Kyōgo Furuhashi       | Birmingham City     | definitivo (9 milioni €)    |
| A                | Kazeem Olaigbe        | Trabzonspor         | definitivo (5 milioni €)    |
| A                | Henrik Meister        | Pisa                | definitivo (4 milioni €)    |
| C                | Baptiste Santamaria   | Valencia            | definitivo (2 milioni €)    |
| D                | Mohamed Jaouab        | Real Valladolid     | gratuito                    |
| A                | Alan Do Marcolino     | Lourosa             | gratuito                    |
| A                | Wilson Samaké         | Bandırmaspor        | gratuito                    |
| C                | Albert Grønbæk        | Genoa               | prestito                    |
| D                | Leo Skiri Østigård    | Genoa               | prestito                    |
| A                | Carlos Andrés Gómez   | Vasco da Gama       | prestito                    |
| D                | Warmed Omari          | Amburgo             | prestito                    |
| D                | Rayan Bamba           | Nancy               | prestito                    |
| D                | Jonathan Do Marcolino | Bourg-en-Bresse     | prestito                    |
| P                | Steve Mandanda        |                     | svincolato                  |
| P                | Geoffrey Lembet       |                     | svincolato                  |
| Altre operazioni |                       |                     |                             |
| R.               | Nome                  | da                  | Modalità                    |
| D                | Lilian Brassier       | Brest               | fine prestito               |
| C                | Ismaël Koné           | Olympique Marsiglia | fine prestito               |
| C                | Naouirou Ahamada      | Crystal Palace      | fine prestito               |

### Sessione invernale
| Acquisti         | Acquisti         | Acquisti         | Acquisti         |
| R.               | Nome             | da               | Modalità         |
| Altre operazioni | Altre operazioni | Altre operazioni | Altre operazioni |
| R.               | Nome             | da               | Modalità         |
| ---------------- | ---------------- | ---------------- | ---------------- |

| Cessioni         | Cessioni         | Cessioni         | Cessioni         |
| R.               | Nome             | a                | Modalità         |
| Altre operazioni | Altre operazioni | Altre operazioni | Altre operazioni |
| R.               | Nome             | da               | Modalità         |
| ---------------- | ---------------- | ---------------- | ---------------- |

## Risultati

### Ligue 1
| Arbitro: | Pignard |

|            |           |  |
| Blas 90+1’ | Marcatori |  |

| Lorient 24 agosto 2025, ore 15:00 CEST 2ª giornata | Lorient | – | Rennes | Stadio Yves Allainmat |

| Angers 31 agosto 2025, ore 15:00 CEST 3ª giornata | Angers | – | Rennes | Stadio Raymond Kopa |

| Rennes 4ª giornata | Rennes | – | Olympique Lione | Roazhon Park |

| Nantes 5ª giornata | Nantes | – | Rennes | Stadio della Beaujoire |

| Rennes 6ª giornata | Rennes | – | Lens | Roazhon Park |

| Le Havre 7ª giornata | Le Havre | – | Rennes | Stadio Océane |

| Rennes 8ª giornata | Rennes | – | Auxerre | Roazhon Park |

| Rennes 9ª giornata | Rennes | – | Nizza | Roazhon Park |

## Statistiche

### Statistiche di squadra
| Competizione     | Punti | In casa | In casa | In casa | In casa | In casa | In casa | In trasferta | In trasferta | In trasferta | In trasferta | In trasferta | In trasferta | Totale | Totale | Totale | Totale | Totale | Totale | DR |
| Competizione     | Punti | G       | V       | N       | P       | Gf      | Gs      | G            | V            | N            | P            | Gf           | Gs           | G      | V      | N      | P      | Gf     | Gs     | DR |
| ---------------- | ----- | ------- | ------- | ------- | ------- | ------- | ------- | ------------ | ------------ | ------------ | ------------ | ------------ | ------------ | ------ | ------ | ------ | ------ | ------ | ------ | -- |
| Ligue 1          | -     | 1       | 1       | 0       | 0       | 1       | 0       |              |              |              |              |              |              | 1      | 1      | 0      | 0      | 1      | 0      | +1 |
| Coppa di Francia | -     |         |         |         |         |         |         |              |              |              |              |              |              |        |        |        |        |        |        |    |
| Totale           | -     | 1       | 1       | 0       | 0       | 1       | 0       |              |              |              |              |              |              | 1      | 1      | 0      | 0      | 1      | 0      | +1 |

### Andamento in campionato
| Giornata  | 1 | 2 | 3 | 4 | 5 | 6 | 7 | 8 | 9 | 10 | 11 | 12 | 13 | 14 | 15 | 16 | 17 | 18 | 19 | 20 | 21 | 22 | 23 | 24 | 25 | 26 | 27 | 28 | 29 | 30 | 31 | 32 | 33 | 34 |
| --------- | - | - | - | - | - | - | - | - | - | -- | -- | -- | -- | -- | -- | -- | -- | -- | -- | -- | -- | -- | -- | -- | -- | -- | -- | -- | -- | -- | -- | -- | -- | -- |
| Luogo     | C |   |   |   |   |   |   |   |   |    |    |    |    |    |    |    |    |    |    |    |    |    |    |    |    |    |    |    |    |    |    |    |    |    |
| Risultato | V |   |   |   |   |   |   |   |   |    |    |    |    |    |    |    |    |    |    |    |    |    |    |    |    |    |    |    |    |    |    |    |    |    |
| Posizione |   |   |   |   |   |   |   |   |   |    |    |    |    |    |    |    |    |    |    |    |    |    |    |    |    |    |    |    |    |    |    |    |    |    |

Legenda:

Luogo: C = Casa; T = Trasferta. Risultato: V = Vittoria; N = Pareggio; P = Sconfitta.